# Shōhei Ōtsuka
Shōhei Ōtsuka (大塚 翔平?, Ōtsuka Shōhei; Osaka, 11 aprile 1990) è un ex calciatore giapponese, di ruolo attaccante.

## Carriera

### Club
Inizia la sua carriera nel Gamba Osaka, società con esordisce nella massima serie giapponese nella stagione 2009, chiusa dal suo club al terzo posto finale. L'anno dopo raggiunge con il suo club il secondo posto finale a cui segue un terzo posto nel 2011. Nella sua esperienza nel Gamba Osaka gioca in campionato 6 incontri e 4 nella AFC Champions League e, pur non scendendo mai in campo, vince la Coppa dell'Imperatore 2009.
Nel 2012 passa nella cadetteria nipponica, dapprima al JEF United e poi nel 2015 al Giravanz Kitakyushu.
Nel 2016 viene ingaggiato dal Kawasaki Frontale, tornando così a giocare nella massima serie giapponese.

### Nazionale
Viene convocato nella nazionale Under-17 nel 2006 vincendo la Coppa d'Asia Under-17 segnando una rete nella vittoria per 3-2 contro la Corea del Sud, e ha partecipato al Mondiale Under-17 del 2007. Con la nazionale Under-23 vince il torneo di calcio ai XVI Giochi asiatici.

## Palmarès

### Club
- Coppa dell'Imperatore: 1

Gamba Osaka: 2009

### Nazionale
- Coppa d'Asia Under-17

2006
- Giochi asiatici: 1

2010